# Emirvar
Emirvar är en ort i Azerbajdzjan.   Den ligger i distriktet Daşkəsən Rayonu, i den västra delen av landet, 300 km väster om huvudstaden Baku. Emirvar ligger 1 426 meter över havet och antalet invånare är 803.
Terrängen runt Emirvar är huvudsakligen kuperad, men norrut är den bergig. Närmaste större samhälle är Kyadabek, 11,5 km nordväst om Emirvar. 
Trakten runt Emirvar består till största delen av jordbruksmark. Runt Emirvar är det ganska glesbefolkat, med 31 invånare per kvadratkilometer.